# Phoenicophanta
Phoenicophanta is een geslacht van vlinders van de familie van de uilen (Noctuidae). De wetenschappelijke naam van dit geslacht is voor het eerst voorgesteld door George Francis Hampson in een publicatie uit 1910.

## Soorten
- P. bicolor Barnes & McDunnough, 1916
- P. flavifera Hampson, 1910
- P. modestula Dyar, 1924